# 金堤发射台
金堤发射台（朝鲜语：김제 송신소；）是位于韩国全罗北道金堤市的中波和短波发射台，隶属于韩国放送公社，建于1975年，用于对中华人民共和国和朝鲜民主主义人民共和国、东南亚、日本及俄罗斯远东地区的中波和短波广播。1960年代越战时，韩国放送公社对东南亚的广播曾由台湾的中国广播公司转播。1973年美军撤出越南后，韩国放送公社为保持其广播在东南亚的影响力，决定在全罗北道金堤市兴建一座大功率发射台。

## 现有设备
金堤发射台现有中波发射机1部，发射功率500千瓦，主要用于对朝鲜民主主义人民共和国播出KBS韩民族放送。另有3部250千瓦、4部100千瓦的发射机和15架天线，主要用于对中华人民共和国、日本播出韩国放送公社的中文、日语节目。另外在2012年之前，还与英国广播公司全球服务、加拿大国际广播电台、德国之声以节目交换的方式转播上述三台的中文节目。

## 合作转播电台
- 韩国国际广播电台
- KBS韩民族放送
- 加拿大国际广播电台
- 英国广播公司全球服务
- 德国之声

## 关联项目
- 韩国放送公社
- 金堤市